# Szwedzka Formuła 3 Sezon 1987
1987 – dwudziesty czwarty sezon Szwedzkiej Formuły 3.

## Kalendarz wyścigów
| Runda | Data       | Tor        | Pole position     | Najszybsze okrążenie | Zwycięzca (kierowcy) | Zwycięzca (zespoły)               |
| ----- | ---------- | ---------- | ----------------- | -------------------- | -------------------- | --------------------------------- |
| 1     | 10 maja    | Linköping  | Michael Johansson | Michael Johansson    | Michael Johansson    | The Swedish Lions Team Canon      |
| 2     | 24 maja    | Anderstorp | Rickard Rydell    | Michael Johansson    | Michael Johansson    | The Swedish Lions Team Canon      |
| 3     | 31 maja    | Kågeröd    | Michael Johansson | Rickard Rydell       | Rickard Rydell       | Nokia Mobira Picko Troberg Racing |
| 4     | 14 czerwca | Anderstorp | Michael Johansson | Michael Johansson    | Michael Johansson    | The Swedish Lions Team Canon      |
| 5     | 5 lipca    | Falkenberg | Rickard Rydell    | Rickard Rydell       | Rickard Rydell       | Nokia Mobira Picko Troberg Racing |
| 6     | 26 lipca   | Götene     | Håkan Olausson    | Michael Johansson    | Michael Johansson    | The Swedish Lions Team Canon      |
| 7     | 9 sierpnia | Linköping  | Rickard Rydell    | Rickard Rydell       | Michael Johansson    | The Swedish Lions Team Canon      |

## Klasyfikacja kierowców
| Legenda oznaczeń w tabelach wyników Wyświetl szablon na nowej stronie | Legenda oznaczeń w tabelach wyników Wyświetl szablon na nowej stronie                                                                     |
| Oznaczenie                                                            | Wyjaśnienie |
| --------------------------------------------------------------------- | --- |
| Złoty                                                                 | Zwycięzca lub mistrzostwo |
| Srebrny                                                               | 2. miejsce lub wicemistrzostwo |
| Brązowy                                                               | 3. miejsce lub II wicemistrzostwo |
| Zielony                                                               | Ukończył, punktował (w klasyfikacji generalnej, gdy zdobył co najmniej jeden punkt na przestrzeni sezonu, poza trzema powyższymi opcjami) |
| Niebieski                                                             | Ukończył, nie punktował (w klasyfikacji generalnej, gdy nie zdobył co najmniej jednego punktu na przestrzeni sezonu)                      |
| Czerwony                                                              | Nie zakwalifikował się (NZ) |
| Czerwony                                                              | Nie prekwalifikował się (NPK) |
| Różowy                                                                | Nie ukończył (NU) |
| Różowy                                                                | Niesklasyfikowany (NS) (w klasyfikacji generalnej, gdy nie został sklasyfikowany w żadnym wyścigu sezonu)                                 |
| Czarny                                                                | Zdyskwalifikowany (DK) |
| Czarny                                                                | Wykluczony (WYK/EX) |
| Biały                                                                 | Nie wystartował (NW) |
| Biały                                                                 | Kontuzjowany (K/INJ) |
| Biały                                                                 | Wyścig odwołany (OD/C) |
| Bez koloru                                                            | Został wycofany (WYC/WD) |
| Bez koloru                                                            | Nie przybył (NP/DNA) |
| Bez koloru                                                            | Nie brał udziału w treningach (NT/DNP) |
| Bez koloru                                                            | Nie został zgłoszony (–) |
| Pogrubienie                                                           | Start z pole position |
| Kursywa                                                               | Najszybsze okrążenie wyścigu |
| †                                                                     | Nie ukończył, ale jego rezultat został zaliczony ze względu na przejechanie więcej niż 90% dystansu wyścigu.                              |
| *                                                                     | Sezon w trakcie |
| 1/2/3                                                                 | Punktowana pozycja w sprincie kwalifikacyjnym                                                                                             |
| Lista systemów punktacji Formuły 1                                    | |

| Poz. | Kierowca           | Zespół                               | MNT | AND | KNT | AND | FLK | KIN | MNT | Punkty |
| ---- | ------------------ | ------------------------------------ | --- | --- | --- | --- | --- | --- | --- | ------ |
| 1    | Michael Johansson  | The Swedish Lions Team Canon         | 1   | 1   | NU  | 1   | 7   | 1   | 1   | 140    |
| 2    | Rickard Rydell     | Nokia Mobira Picko Troberg Racing    | 2   | 2   | 1   | NU  | 1   | 2   | 2   | 97     |
| 3    | Håkan Olausson     | Mike Rowe Racing                     | 3   | 3   | 3   | 4   | 3   | NU  | 3   | 68     |
| 4    | Hasse Thaung       | Hasse Thaung Racing Sport            | 7   | 5   | 2   | 3   | NU  | 6   | 4   | 54     |
| 5    | Mikael Nordlander  | Nokia Mobira Mora Hotell Racing Team | 9   | 6   | NU  | NU  | 2   | 9   | 5   | 46     |
| 6    | Johan Rajamäki     | Gelleråsens MK                       | 4   | 4   | 5   | 5   | 14  | DK  | 6   | 40     |
| 7    | Christer Offasson  | Datatyperna AB                       | NU  | NU  | 4   | 9   | 8   | 5   | 8   | 26     |
| 7    | Peter Albertsson   | Götene MK                            | 6   | 7   | 6   | NU  | NW  | 3   | 11  | 26     |
| 9    | Peter Bohlin       | Mora Hotell Racing Team              | 8   | NU  | NU  | NU  | 5   | 4   | 12  | 20     |
| 10   | Leif Børstad       | KNA Norge                            | NU  | 9   | 7   | NU  | 4   | NU  | 9   | 18     |
| 11   | Bo Martinsson      | Picko Troberg Racing                 | NW  | -   | -   | 2   | -   | -   | -   | 15     |
| 12   | Henrik Barkström   | Carrena Motopro                      | 5   | 8   | NU  | NU  | NU  | -   | 7   | 14     |
| 13   | Gunnar Ericsson    | Gelleråsens MK                       | 10  | NU  | 8   | 8   | 6   | NU  | 13  | 13     |
| 14   | Robert Amrén       | Södertälje KRC                       | -   | -   | -   | 6   | NW  | -   | -   | 6      |
| 15   | Ulf Johansson      | Södertälje KRC                       | NU  | 10  | NU  | 7   | 12  | DK  | 14  | 5      |
| 16   | Charlie Bäckstrand | Butterfly Racing                     | -   | 11  | -   | NU  | 11  | 7   | 15  | 4      |
| 17   | Kennerth Persson   | Hässleholms MK                       | -   | -   | -   | -   | -   | 8   | -   | 3      |
| 18   | Jon Warmland       | Nokia Mobira Picko Troberg Racing    | 11  | 13  | 9   | NW  | -   | -   | -   | 2      |
| 18   | Ronnie Peterson    | Auto Alfa Racing                     | -   | -   | -   | -   | 9   | -   | -   | 2      |
| 18   | Per Fredrik Janner | Per Fredrik Janner                   | -   | -   | -   | 10  | -   | 10  | -   | 2      |
| 21   | Mats Karlsson      | Katrineholms MK                      | -   | -   | -   | -   | 10  | -   | -   | 1      |
| 21   | Magnus Wallinder   | Västerås MS                          | NU  | 12  | NU  | NU  | NU  | NU  | 10  | 1      |
| NS   | Sigurd Krane       | KNA Norge                            | -   | -   | NU  | NU  | 13  | NU  | -   | 0      |
| NS   | Harald Styhr       | KNA Norge                            | -   | -   | -   | -   | 15  | -   | DK  | 0      |